# Andrzej Barszczyński
Andrzej Barszczyński (ur. 26 marca 1941 w Warszawie) – polski reżyser, scenarzysta i operator filmowy.

## Życiorys
Urodził się 26 marca 1941 w Warszawie. Po zakończeniu II wojny światowej wraz z rodzicami przeprowadził się do Prudnika. Od 1947 uczył się w tamtejszej Szkole Podstawowej nr 2, a w latach 1955–1958 uczęszczał do prudnickiego liceum nr 1.
W 1965 roku ukończył studia na Wydziale Operatorskim PWSTiF w Łodzi, dyplom uzyskał w roku 1976. Studiował też na wydziale reżyserii Amerykańskiego Instytutu Filmowego w Los Angeles (Kalifornia, Stany Zjednoczone) jako stypendysta Fulbrighta (1978–1979).

### Kariera
Pracę artystyczną rozpoczął jeszcze jako student łódzkiej filmówki. Potem przez wiele lat pracował w telewizji, dla której zrealizował ponad 100 obrazów (filmy krótkometrażowe, dokumentalne, reportaże). Przy realizacji filmów fabularnych zadebiutował w 1970 jako współscenarzysta (wraz z Januszem Głowackim i Markiem Piwowskim) komedii Rejs, którą potem uznano za film kultowy i traktowana tak była też przez następne pokolenia. Barszczyński i Piwowski poznali się na studiach w Łodzi.
Jako operator filmowy Barszczyński pracował m.in. przy filmach dokumentalnych: Pożar! Pożar! Coś nareszcie dzieje się (1967) Piwowskiego, Łapa, czyli paradoks o aktorze (1971) i List mordercy (1971) Grzegorza Królikiewicza, Ballada o Janie Nowaku (1978) Franciszka Trzeciaka, Marcin (1988) Grzegorza Skurskiego i fabularnych: Rejs (1970) Piwowskiego, Incydent na pustyni (1983) Wojciecha Strzemżalskiego, Fetysz (1984) Krzysztofa Wojciechowskiego.
Barszczyński był także scenarzystą i reżyserem kilku filmów fabularnych i dokumentalnych. W 1973 jego dokument Niedziela w Pokrzywnej (1972), przedstawiający ludzi spędzających czas wolny na kąpielisku w Pokrzywnej koło Prudnika, zdobył nagrodę publiczności Złoty Kompas oraz Nagrodę Specjalną za „najciekawsze, oryginalne ujęcie tematu” na Festiwalu Filmów Krajoznawczych i Turystycznych w Warszawie. W 1976 Rzeźbiarz w reżyserii Barszczyńskiego otrzymał Srebrnego Pegaza na Przeglądzie Filmów o Sztuce w Zakopanem. W 1988 Dzikun (1987), inspirowany powieścią „Żelazny wilk” Tytusa Karpowicza, dostał nagrodę dziennikarzy na Ogólnopolskim Festiwalu Filmów i Widowisk Telewizyjnych dla Dzieci i Młodzieży w Poznaniu, a cztery lata później Tajemnicę puszczy (1990) jury dziecięce tegoż festiwalu nagrodziło statuetką Marcinka.

### Życie prywatne
Mieszka w Prudniku. W 2002 został honorowym prezesem Prudnickiego Związku Przyjaciół „Rejsu”. Był również inicjatorem powstania Stowarzyszenia Fotograficznego im. Leona Rąpały w Prudniku. Jest członkiem Polskiej Akademii Filmowej i Stowarzyszenia Filmowców Polskich.

## Filmografia (wybór)

### Etiudy szkolne
- 1963 – Przed wejściem – współpraca reżyserska
- 1964 – Znajomi – zdjęcia
- 1964 – Polana ze wierchem – współpraca operatorska
- 1964 – Szczęśliwy znalazca – zdjęcia
- 1965 – Pojedynek – zdjęcia
- 1965 – Szpital – zdjęcia
- 1965 – Uwertura – zdjęcia
- 1965 – Znajomi – zdjęcia
- 1966 – Muchotłuk – zdjęcia

### Filmy krótkometrażowe
- 1967 – Pożar! Pożar! Coś nareszcie dzieje się – zdjęcia
- 1971 – Album – zdjęcia
- 1971 – Gdy ruszą zamkowe zegary – zdjęcia
- 1971 – Hungaraiae natus – Poloniae educatus – zdjęcia
- 1971 – List mordercy – zdjęcia
- 1971 – Łapa, czyli Paradoks o aktorze – zdjęcia
- 1971 – Prosimy do ukłonu – zdjęcia, scenariusz
- 1971 – Próba pieśni – zdjęcia
- 1971 – Ucieczka – zdjęcia, scenariusz
- 1972 – Niedziela w Pokrzywnej – zdjęcia
- 1973 – Akademia – zdjęcia
- 1973 – Konkurs Wieniawskiego – zdjęcia
- 1973 – Kula – zdjęcia
- 1973 – Polonez za oceanem – zdjęcia
- 1973 – Spotkanie po latach – zdjęcia
- 1973 – Zew pieśni – zdjęcia, scenariusz, reżyseria
- 1874 – Tajemnice hotelu Forum – zdjęcia
- 1976 – List gończy – zdjęcia
- 1976 – Lotnik – zdjęcia
- 1976 – Rzeźbiarz – realizacja
- 1977 – Przegrana bitwa – zdjęcia
- 1978 – Ballada o Janie Nowaku – zdjęcia
- 1984 – Blask eocenu – zdjęcia
- 1984 – Nie żałujcie jej bursztynu – zdjęcia
- 1986 – Łobez – zdjęcia
- 1987 – Jak nie wiesz, ludziku – zdjęcia
- 1987 – Klatka – zdjęcia
- 1987 – Rodzice i dzieci – zdjęcia
- 1988 – Inny świat – zdjęcia
- 1988 – Marcin – zdjęcia
- 1988 – S.O.S. – zdjęcia
- 1992 – Contra bellum – zdjęcia
- 1992 – Hekla – zdjęcia
- 1993 – Casus: Otto Schimek – zdjęcia
- 1993 – Lotnicy – zdjęcia
- 1993 – Rok po... Rok przed...World Press Photo – '92 – zdjęcia
- 1994 – Jerzy Stempowski – zdjęcia
- 1994 – Koncert leżajski
- 1994 – Koncert wawelski – zdjęcia
- 1994 – Preludium sławy – zdjęcia
- 1995 – Barwy świętości – zdjęcia
- 1996 – Najmniejsze muzeum świata – zdjęcia
- 1997 – Poszedłem po słońce – zdjęcia
- 1998 – Z pamięci wyjęte – zdjęcia
- 2001 – Dziady – operator kamery
- 2005 – Julian Kulski – zdjęcia

### Filmy pełnometrażowe
- 1970 – Rejs – współpraca scenariuszowa, operator kamery
- 1972 – Kwiat paproci – scenariusz
- 1981 – Murmurando – reżyseria, scenariusz, dialogi
- 1982 – Kilka dni na ziemi niczyjej – zdjęcia
- 1983 – Incydent na pustyni – zdjęcia
- 1983 – Śledztwo porucznika Tomaszka – zdjęcia
- 1984 – Fetysz – zdjęcia
- 1985 – Okruchy wojny – reżyseria, scenariusz
- 1987 – Dzikun – reżyseria, scenariusz
- 1989 – Ring – reżyseria, scenariusz, dialogi
- 1990 – Tajemnica puszczy – reżyseria, scenariusz, dialogi

## Nagrody
- 1973 – Zielony Kompas Nagroda Specjalna za najciekawsze, oryginalne ujęcie tematu w filmie Niedziela w Pokrzywnej na Festiwalu Filmów Krajoznawczych i Turystycznych w Warszawie
- 1976 – nagroda Federacji Socjalistycznych Związków Młodzieży Polskiej za film Rzeźbiarz na Przeglądzie Filmów o Sztuce w Zakopanem
- 1976 – II Nagroda „Srebrny Pegaz” za film Rzeźbiarz na Przeglądzie jw.
- 1988 – nagroda dziennikarzy za film Dzikun na X Ogólnopolskim Festiwalu Filmów i Widowisk Telewizyjnych dla Dzieci i Młodzieży w Poznaniu